# Paul Boyer
Paul-Anatole-Marie-Joseph Boyer (28. září 1861, Toulon, departement Var – 20. prosince 1952) byl francouzský fotograf.

## Život a dílo
Narodil se 28. září 1861 v Toulonu (departement Var) jako syn architekta Charlese Boyera a jeho ženy Séraphine Grec. Vystudoval Národní vysokou školu krásných umění v Paříži, vynalezl použití hořčíku v zábleskové lampě ve fotografii a získal zlatou medaili na Světové výstavě v roce 1889. Podílel se rovněž na výstavě v Moskvě.
Dne 30. prosince 1891 byl nominován na rytíře Řádu čestné legie. Během Světové výstavy v roce 1900, se stal členem rozhodčí poroty. Získal celou řadu ocenění, například byl důstojníkem Řádu akademických palem, tuniského Řádu slávy nebo perského Řádu Slunce a lva. Provozoval studio na adrese 35 boulevard des Capucines v Paříži. Pořídil celou řadu portrétů herců, hereček a dalších osobností své doby, které se pak často objevovaly na pohlednicích.
Zemřel v roce 1952.

## Galerie

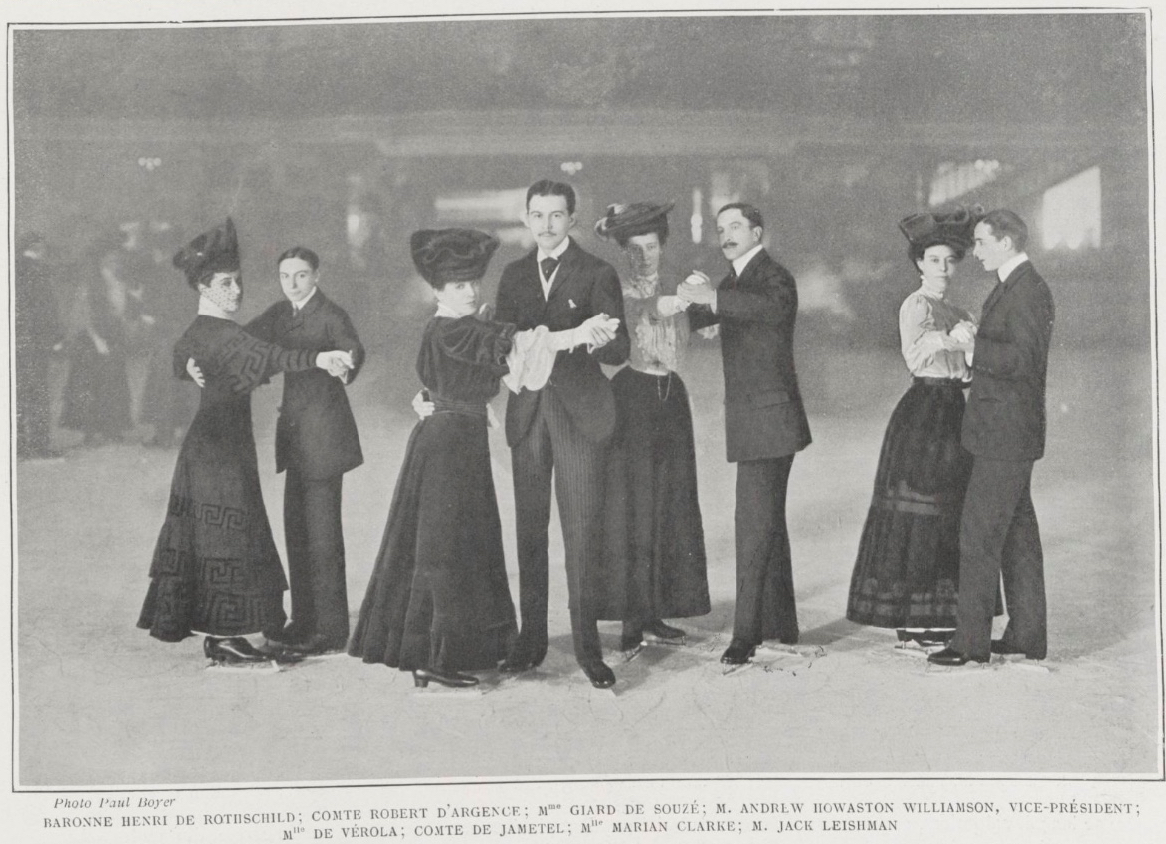
"Patins et traineaux" (Le Figaro-Modes, 1905)
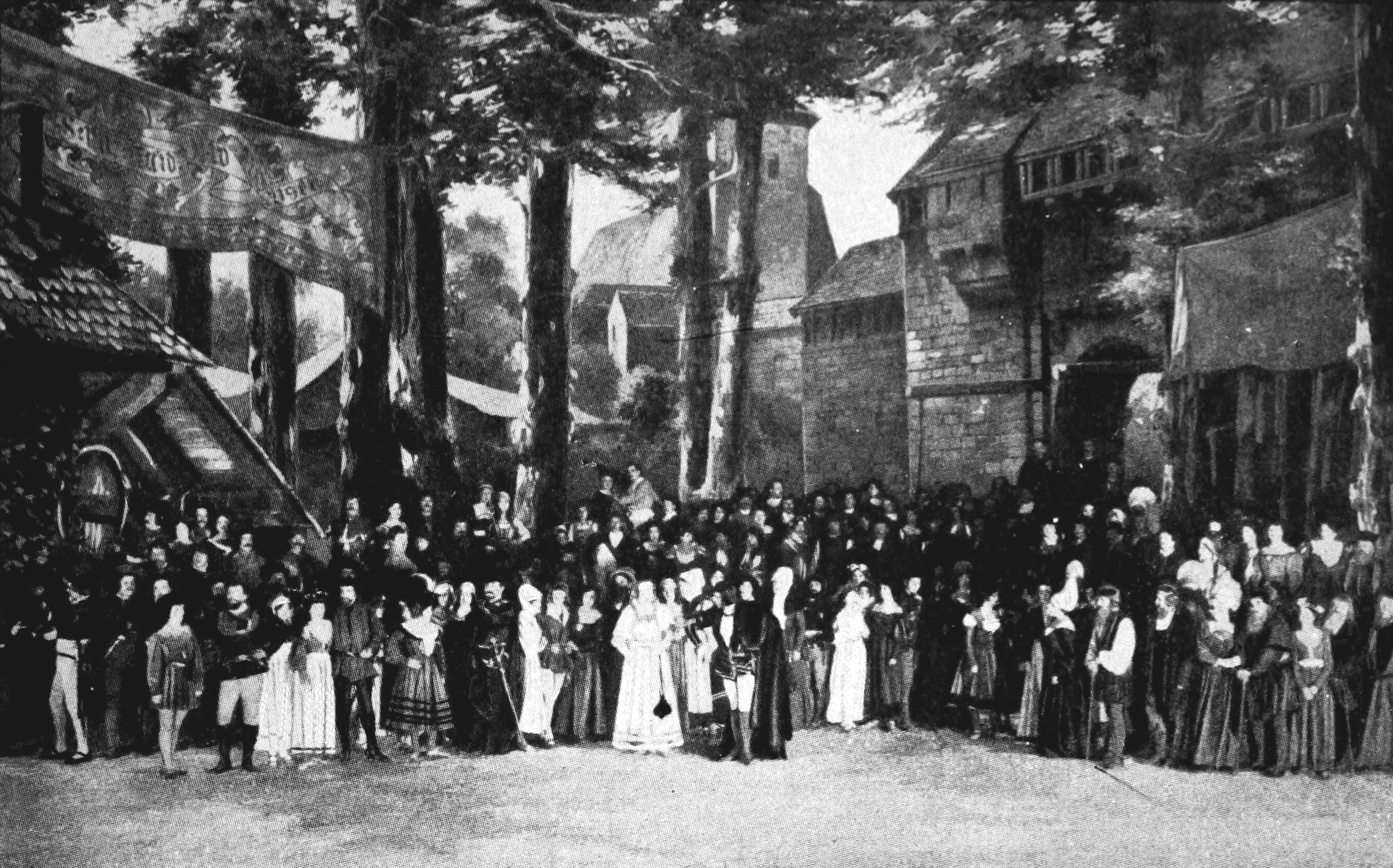
Gounod - Faust - Kermesse scene (Paris Opéra) - The Victrola book of the opera
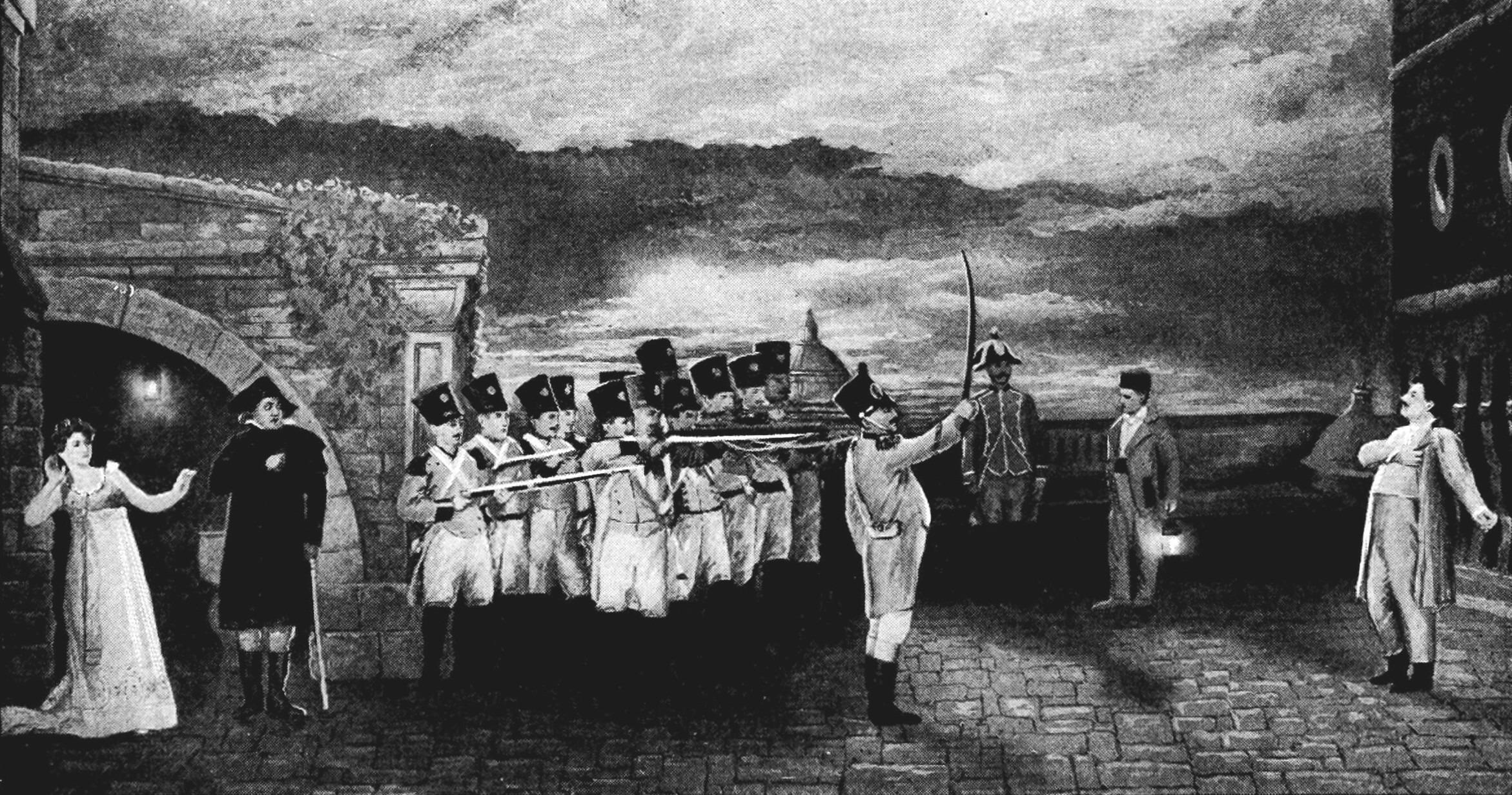
Puccini - Tosca, act III - The execution - Cliche Boyer - The Victrola book of the opera
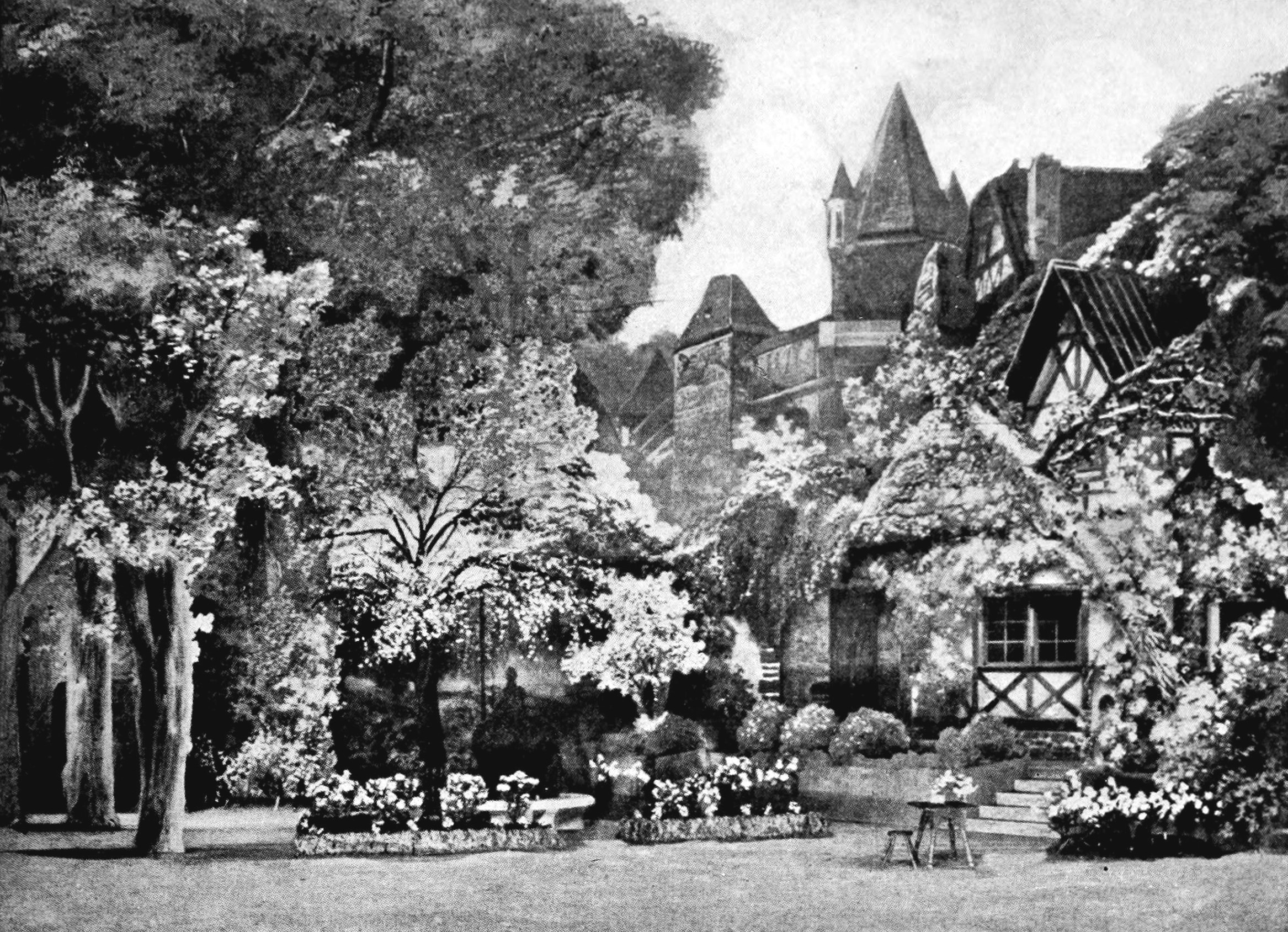
Gounod - Faust - Setting for garden scene at Paris Opéra - Paul Boyer & Bert - The Victrola book of the opera
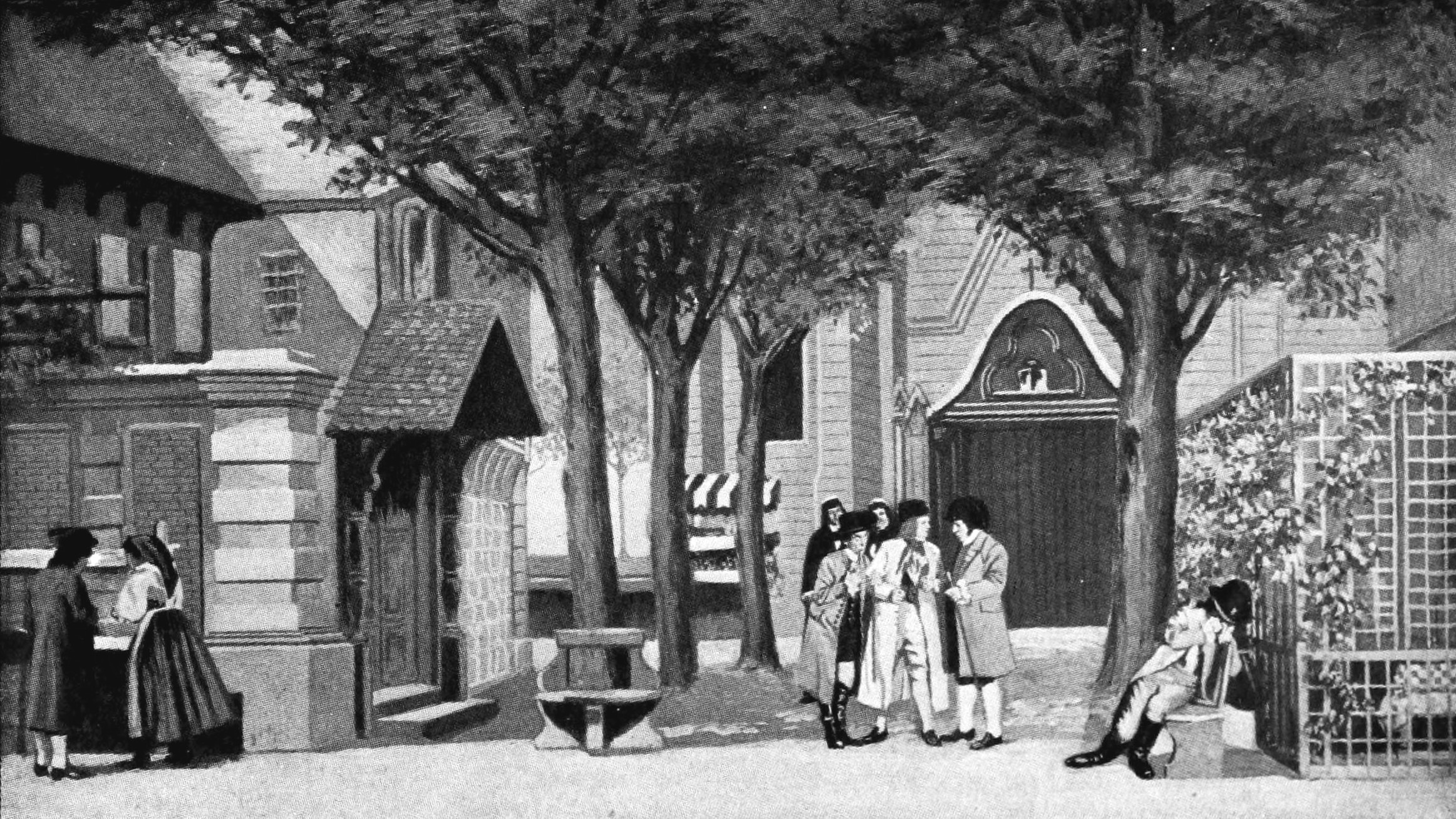
Massenet - Werther, act II - Scene - Boyer - The Victrola book of the opera
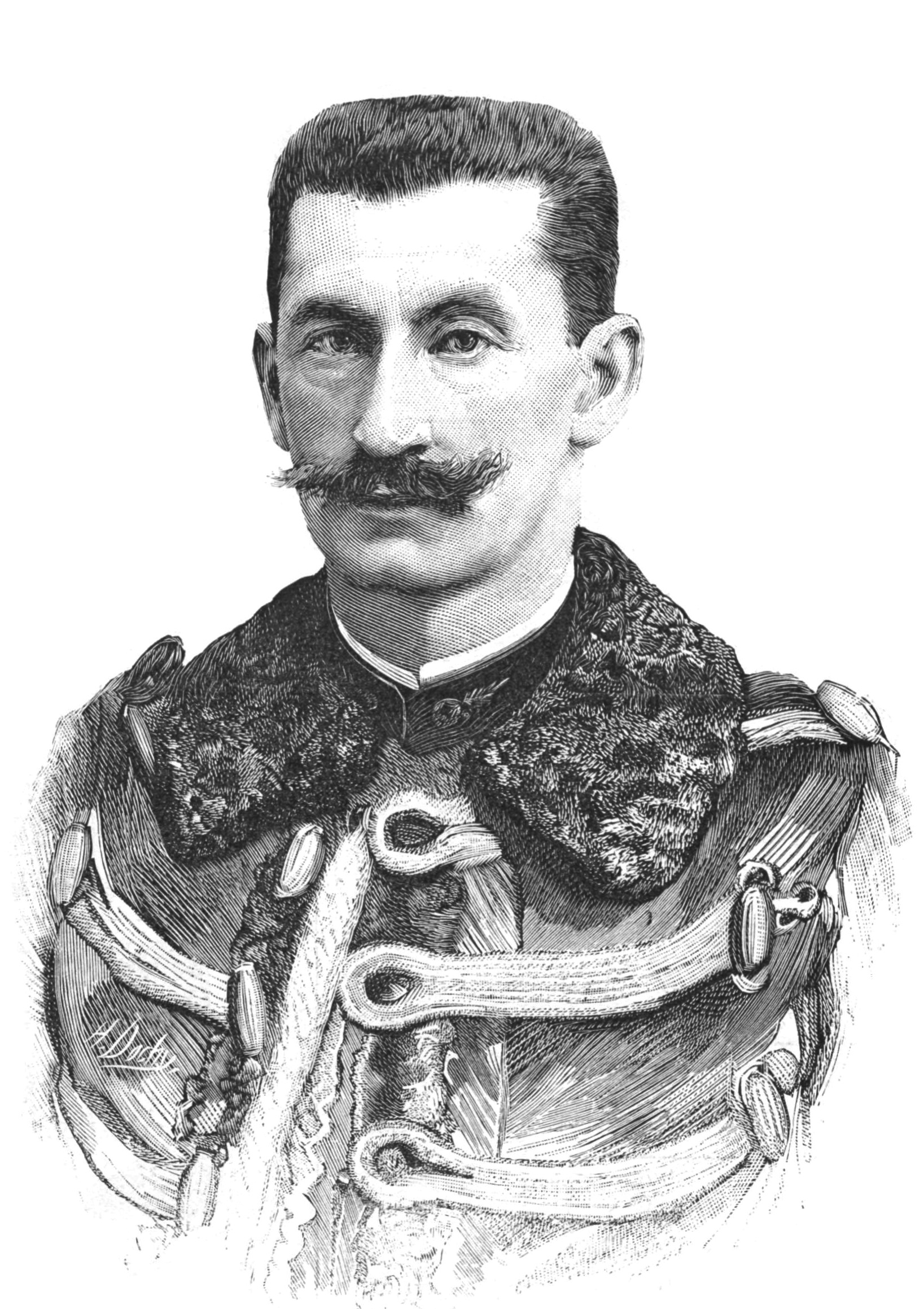
Armand Mayer, Monde illustré, 1892
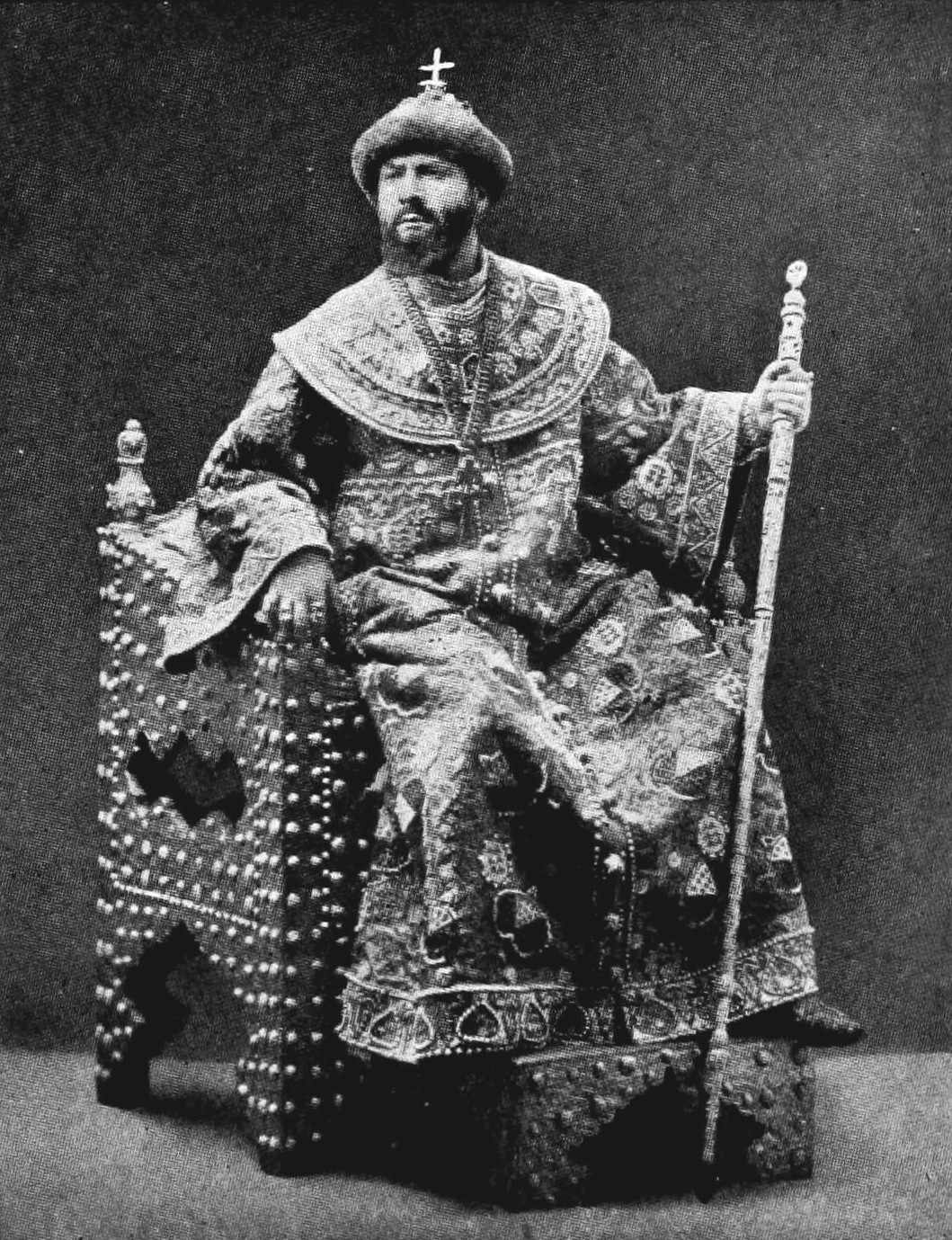
Musorgskij: Boris Godunov, Chaliapine jako Boris, The Victrola book of the opera
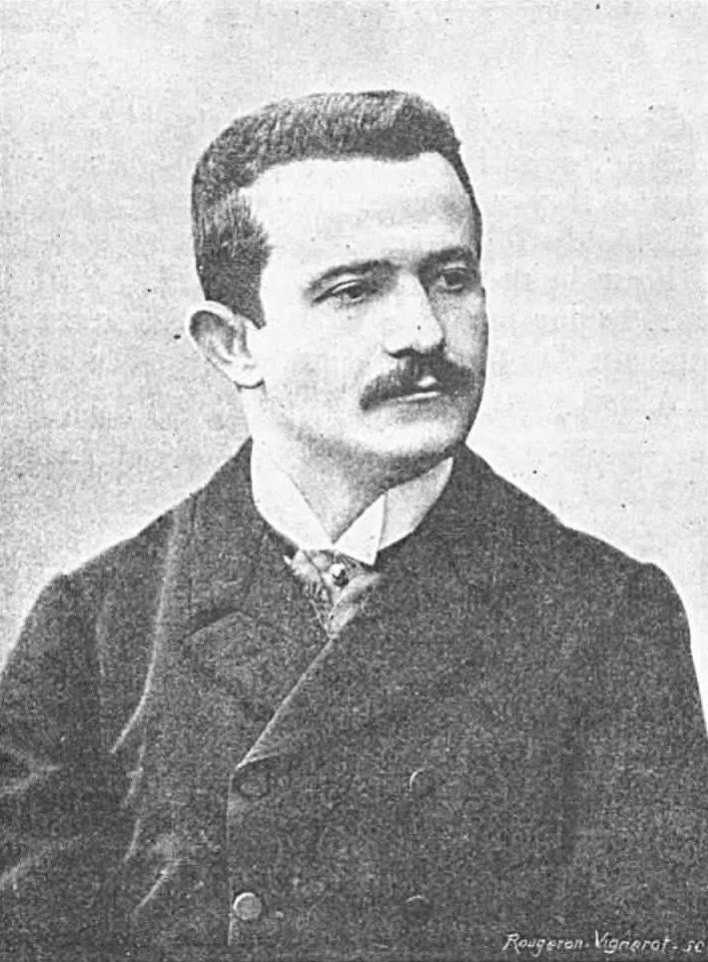
Jacques Inaudi
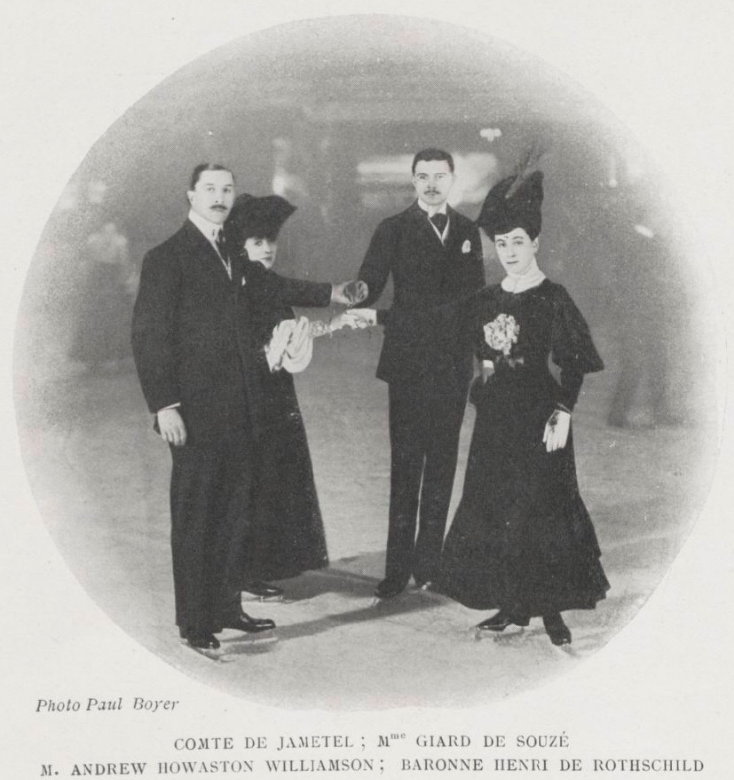
Patins et traineaux (Le Figaro-Modes, 1905)
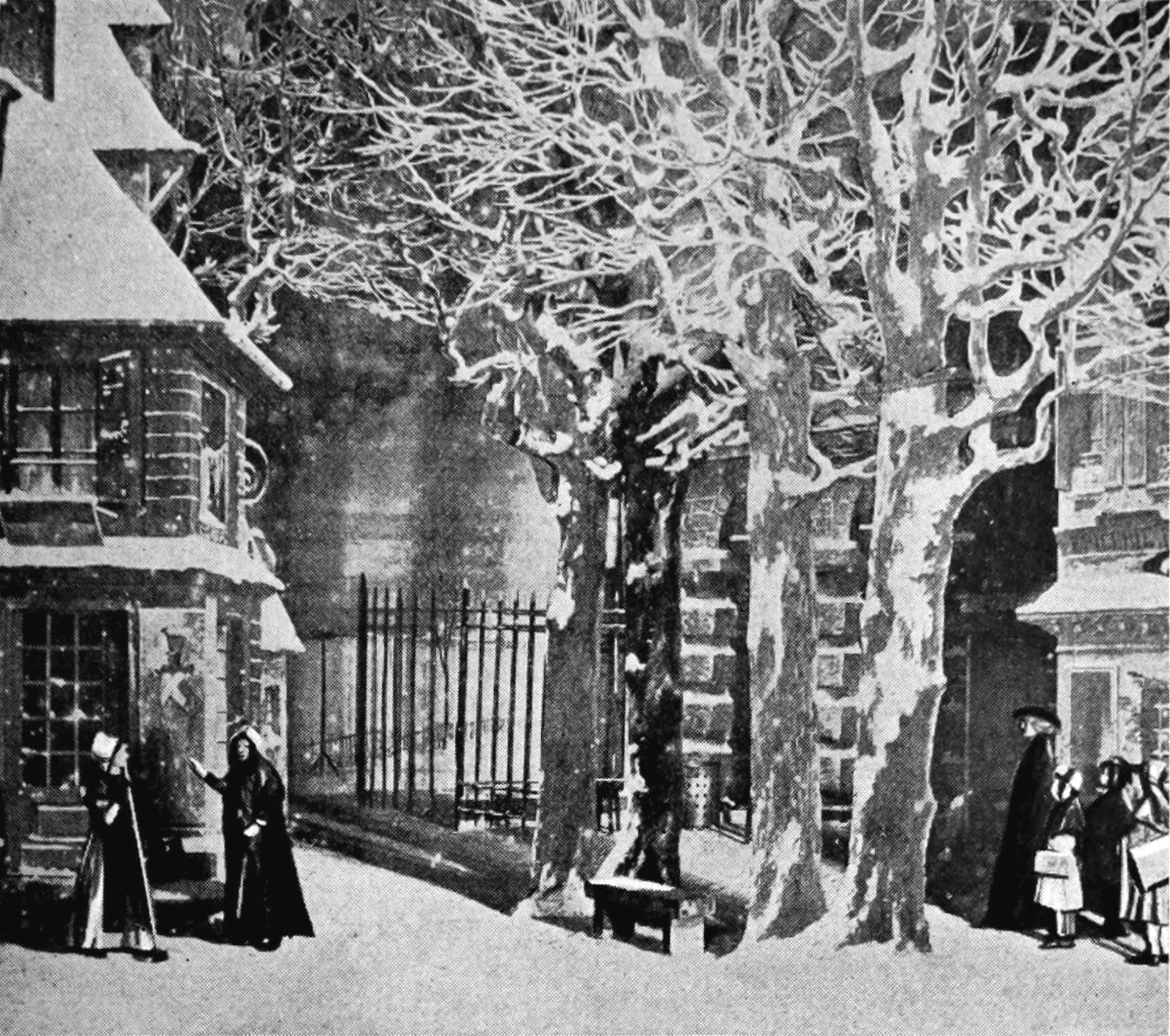
Puccini - La Bohème, act III - The scene of the barrier, Boyer, Paris - The Victrola book of the opera
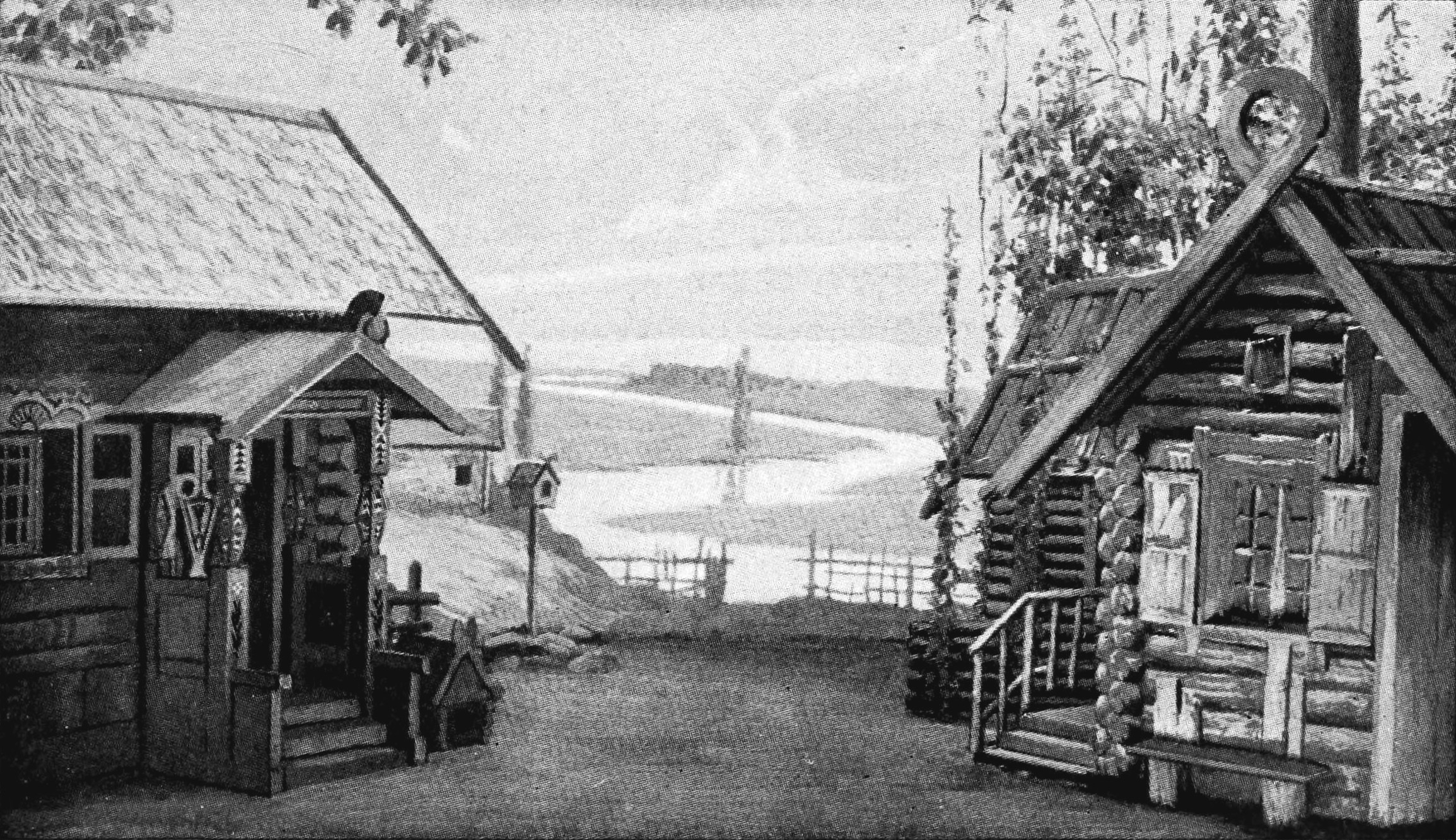
Rimsky-Korsakov: Sněhurka - scéna ze Sněhurky, Boyer & Bert - The Victrola book of the opera
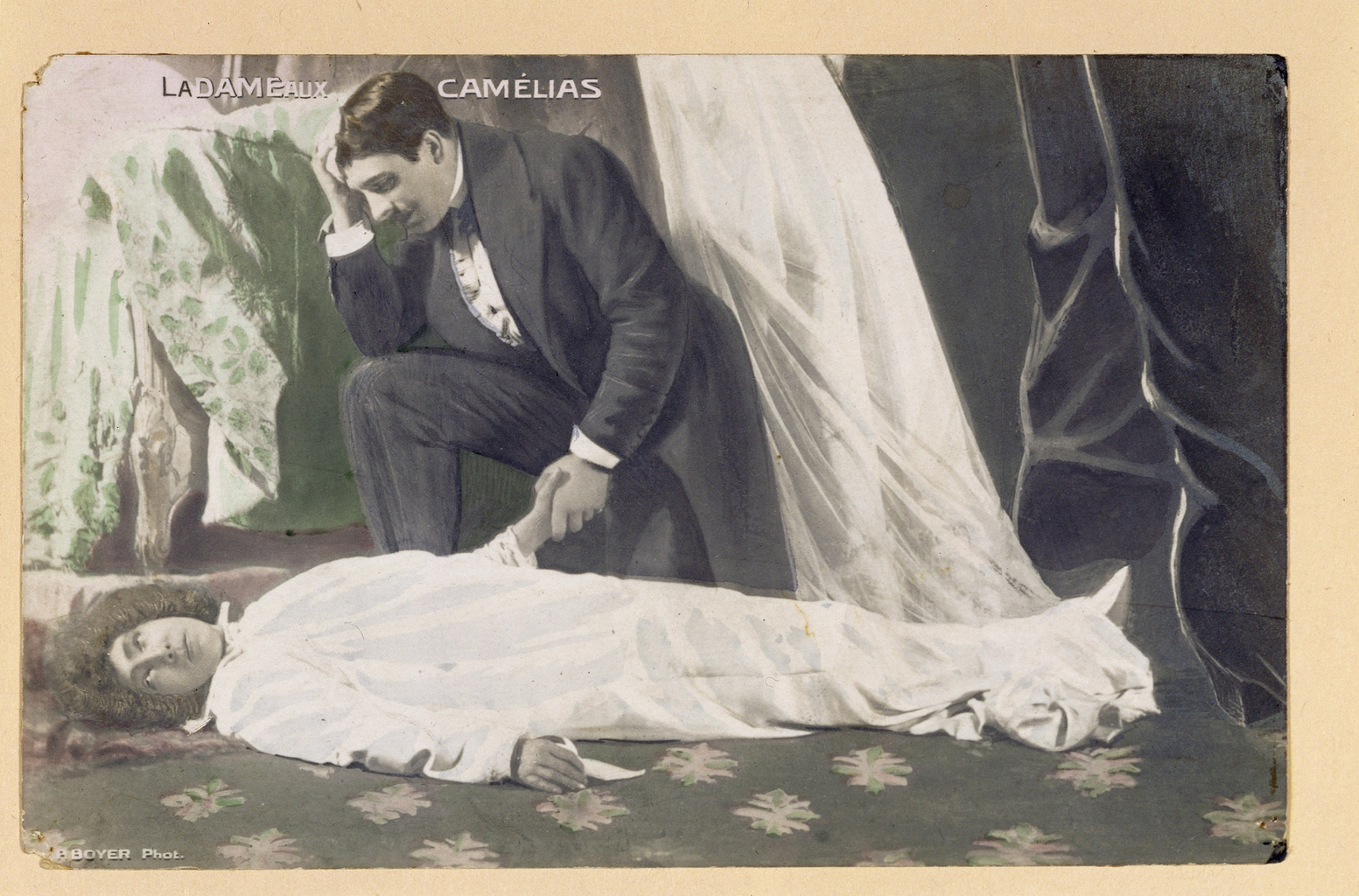
Sarah Bernhardtová jako Camille
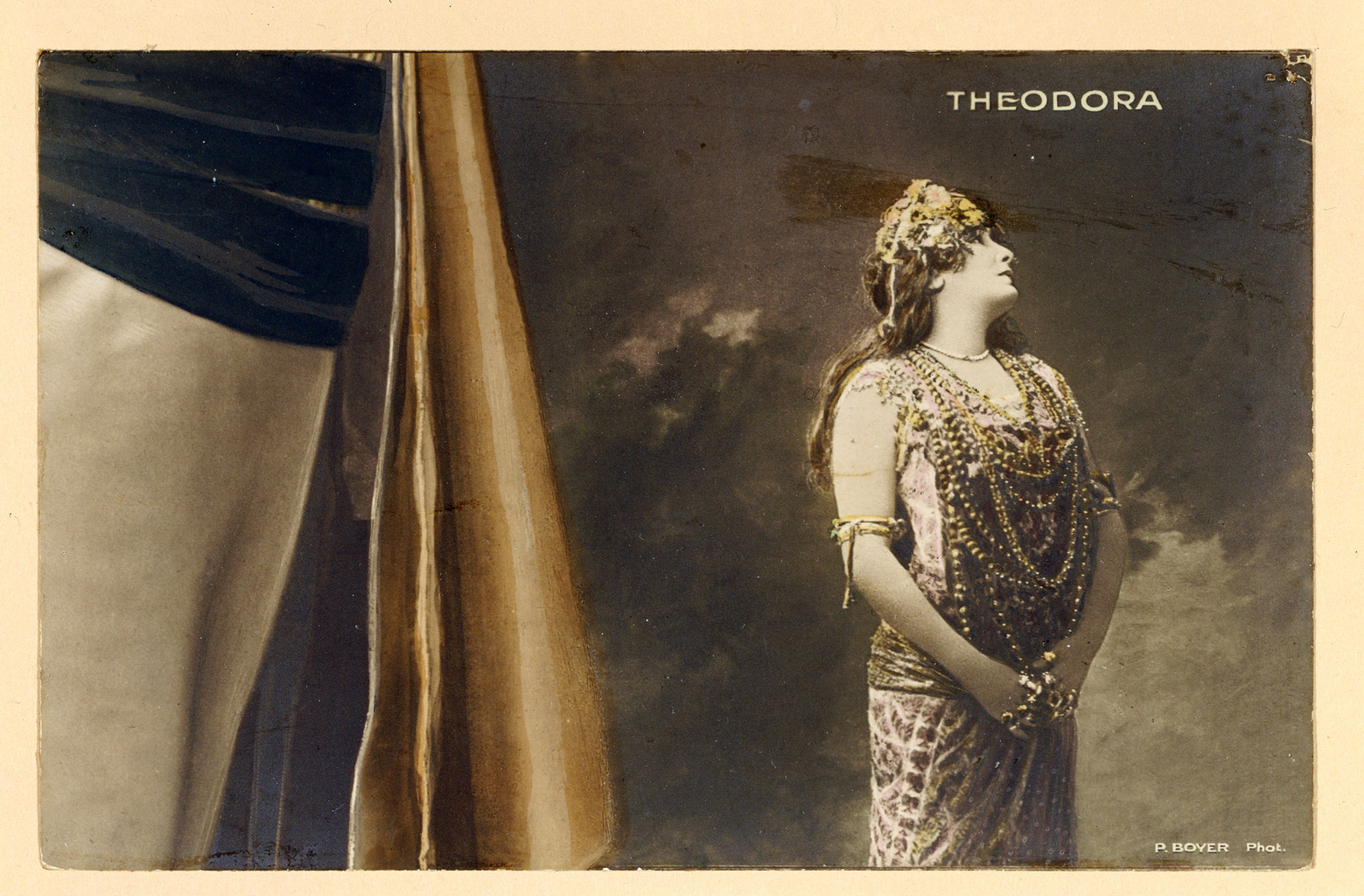
Sarah Bernhardtová jako Theodora
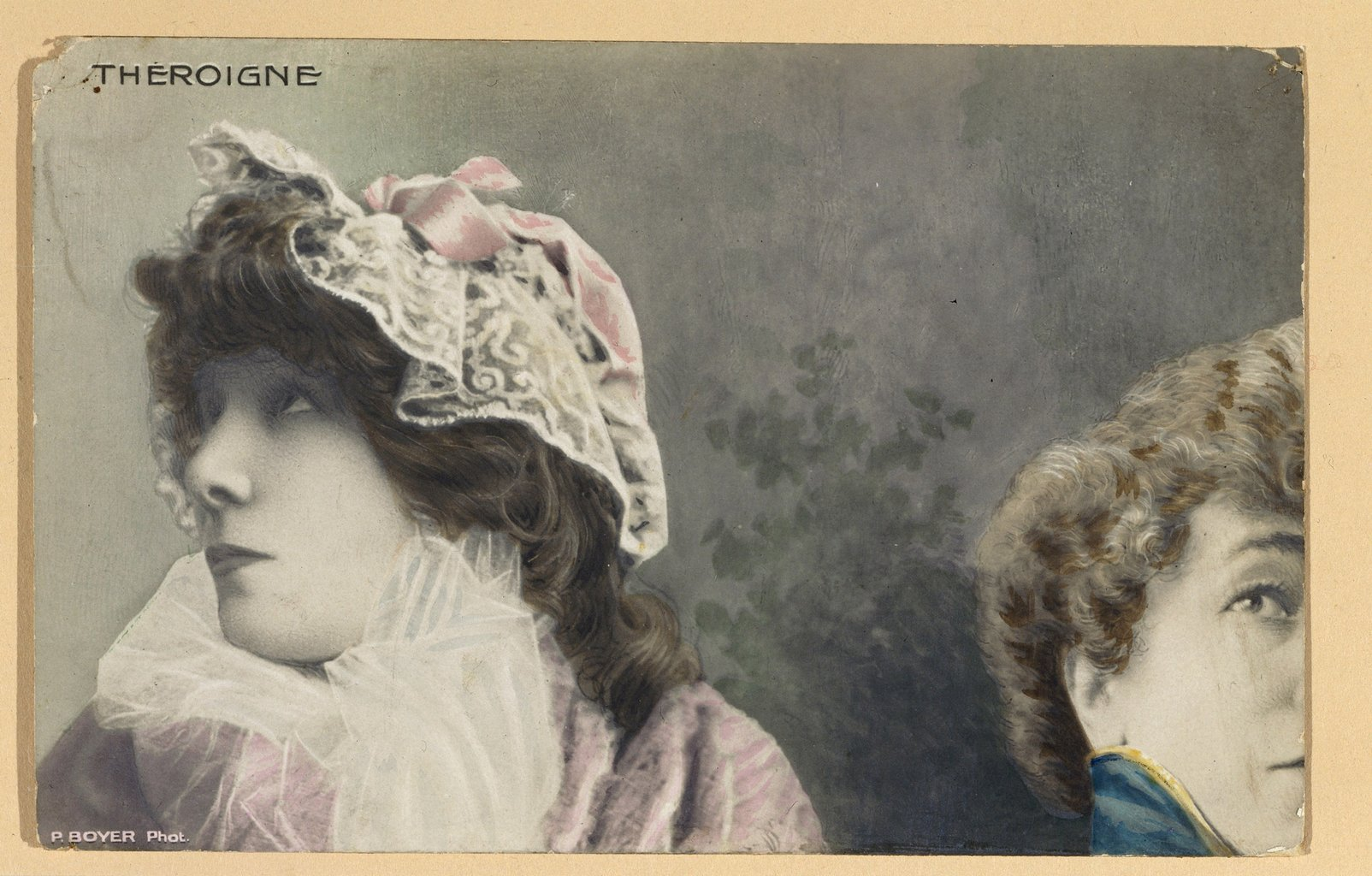
Sarah Bernhardtová v deseti rolích složené v puzzle
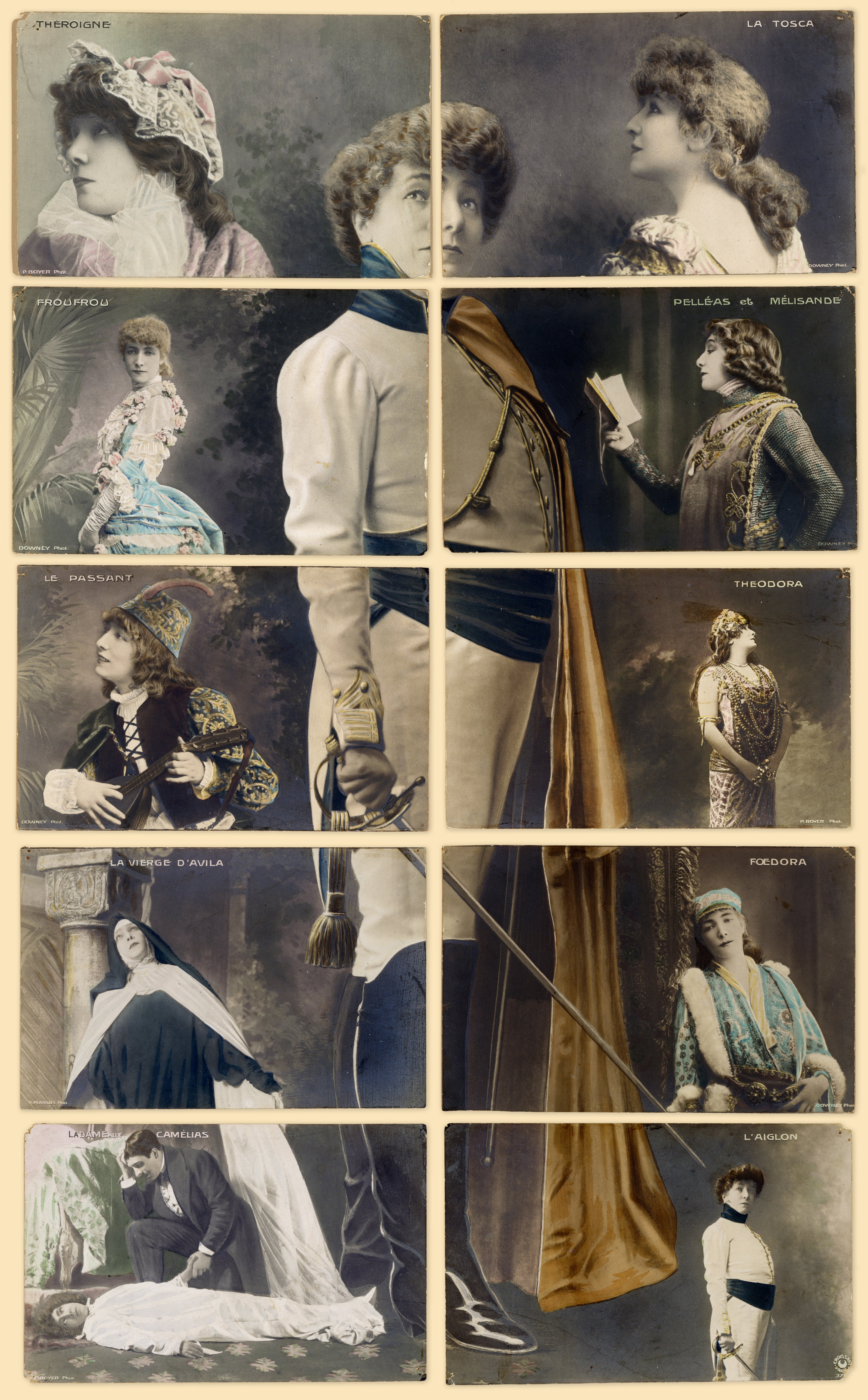
Sarah Bernhardtová v deseti rolích složené v puzzle
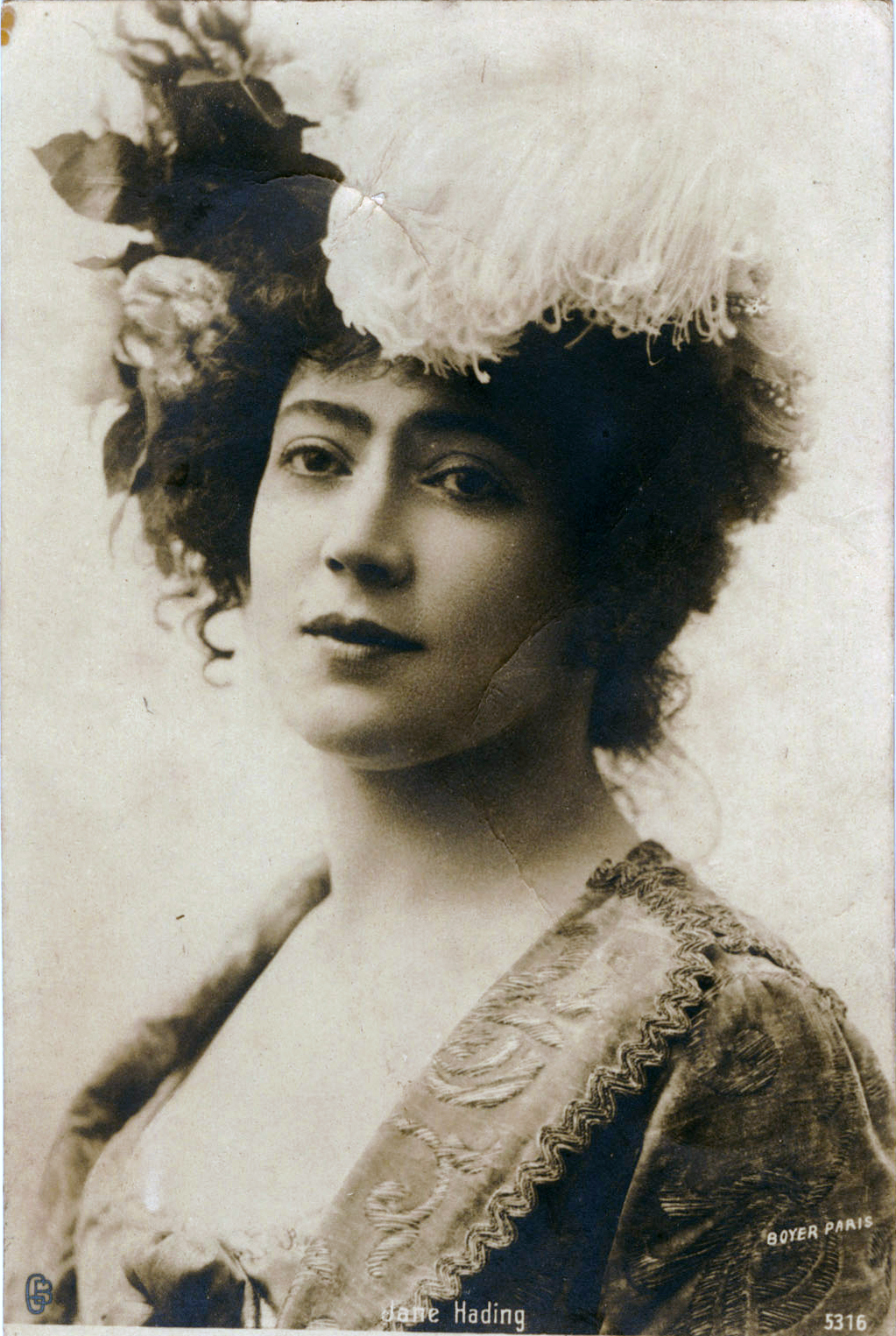
Paul Boyer: Jane Hading, francouzská herečka